# The Lying Truth
The Lying Truth è un film muto del 1922 scritto e diretto da Marion Fairfax che lo produsse attraverso una sua propria casa di produzione. La pellicola, considerata un film perduto, aveva come interpreti Noah Beery, Marjorie Daw, Tully Marshall, Pat O'Malley, Charles Hill Mailes, Claire McDowell.

## Trama

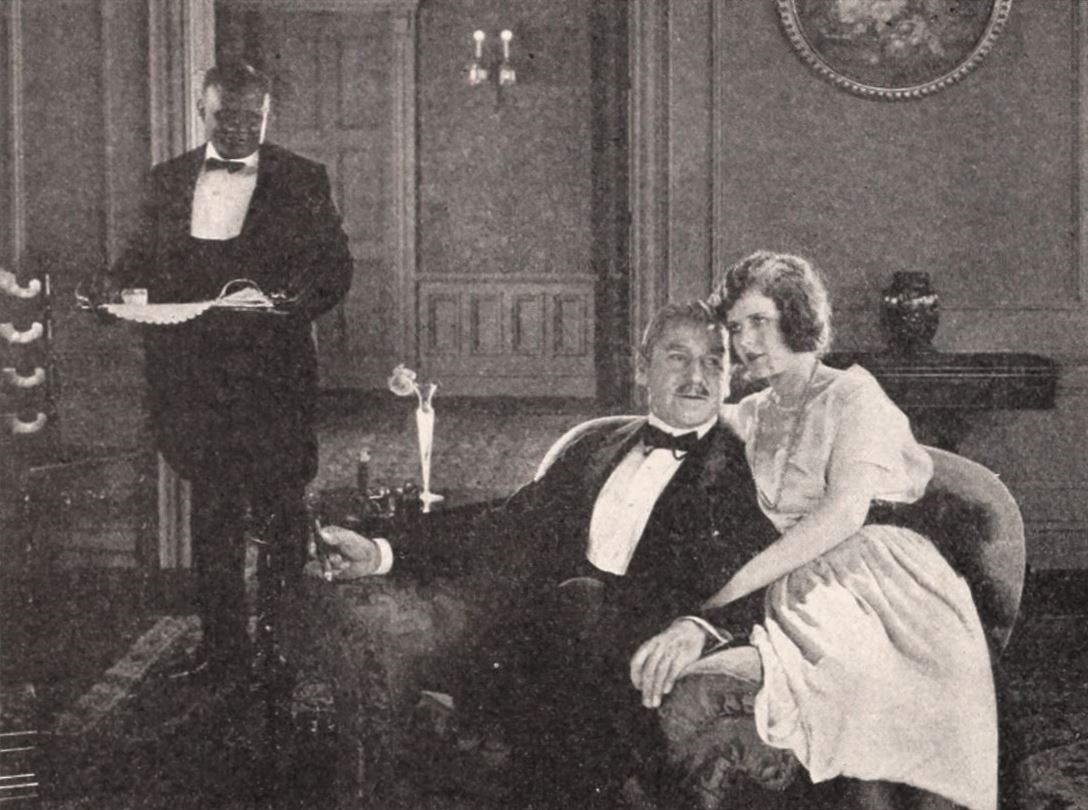
Noah Beery e Marjorie Daw

Dopo la morte dei genitori, Bill O'Hara viene allevato dai Clairborne, i proprietari del giornale locale. Sam, il loro figlio, diventato schiavo della droga, finisce per essere rinnegato dalla famiglia e il padre nomina suo erede Bill. Dopo la morte del vecchio Clairbone, Bill gli subentra alla direzione del giornale, rendendosi conto che, dal punto di vista finanziario, le cose non vanno bene. Per aumentarne la tiratura, pianifica un "omicidio" fasullo, inventandosi una notizia e gettando la città in subbuglio. Ma, quando nelle paludi viene ritrovato il cadavere di Sam, tutti i sospetti e le prove si appuntano sul fratello adottivo. De Muidde, legato alla banda dei trafficanti di droga, cerca di vendicarsi di Bill per le sue denunce esponendolo a un linciaggio. Bill riuscirà a salvarsi solo per l'intervento della signora Clairbone che, arrivata appena in tempo, evita il linciaggio mostrando a tutti il biglietto di addio di Sam che è morto suicida.

## Produzione
Il soggetto del film, prodotto dalla Eagle Producing Company e Marion Fairfax Productions, aveva in origine il titolo The Lying Fool. La rivista Camera del 16 aprile 1921 segnalava che le riprese erano iniziate ai primi di aprile negli studi al 6642 di Santa Monica Boulevard.

## Distribuzione
Il copyright del film, richiesto dalla Eagle Producing Co., fu registrato il 26 marzo 1922 con il numero LP17915. Lo stesso giorno, distribuito dalla American Releasing Corporation (ARC), il film uscì nelle sale statunitensi.
Non si conoscono copie ancora esistenti della pellicola che viene considerata presumibilmente perduta.